# K. K. Shailaja
KK Shailaja (né le 20 novembre 1956) est une femme politique indienne et ancienne ministre de la Santé du Kerala, elle est originaire du district de Kannur. Elle est membre de l'Assemblée législative (MLA) représentant la circonscription de Mattanur dans la 15e Assemblée législative du Kerala. Elle est membre du Comité central du Parti communiste indien (marxiste). Avant de se lancer en politique, elle travaille comme professeure de physique au lycée.
Elle a auparavant été élue députée de la circonscription de Kuthuparamba à deux reprises en 1996 et 2016 et de la circonscription de Peravoor en 2006. Elle est ministre de la Santé, de la Justice sociale et du Développement de la femme et de l'enfant (Kerala) dans le premier ministère de Vijayan (2016-2021). Mais lors des élections de 2021 à l'Assemblée législative du Kerala, Shailaja remporte la plus grande marge (plus de 60000 voix) dans l'histoire des élections à l'Assemblée législative du Kerala,,.

## Jeunesse
Shailaja est née le 20 novembre 1956 fille de K. Kunthan et de KK Shantha. Elle obtient son baccalauréat de science physique au Pazhassi Raja NSS college, Mattanur et un baccalauréat en éducation au Visvesvarayya College en 1980. Elle est ensuite professeure de physique au lycée Shivapuram de Kannur. Après sept ans de service, elle prend sa retraite en 2004 pour une action politique à plein temps.[réf. nécessaire]

## Carrière politique
KK Shailaja est élue membre du comité centrale du CPI (M) lors du 22e Congrès du CPI (M) tenu du 18 au 22 avril 2018 à Hyderabad ville du Telangana et elle est aussi secrétaire d'État de l'Association des femmes démocratiques de toute l'Inde.
Elle représente Kuthuparamba en 1996 et Peravoor en 2006, tous deux situés dans le district de Kannur, à l'Assemblée législative du Kerala. Shailaja remporte un total de 67 013 voix dans la circonscription de Kuthuparamba, avec une majorité de 12 291 voix. Elle est ministre de la Santé et du bien-être social, au sein du ministère de Pinarayi Vijayan,
En tant que ministre de la Santé, Shailaja est très appréciée pour son engagement et son éthique de travail. Comme cite l'un de ses collègues du Département de la Santé: "C'est une chef de file difficile. Peu importe qu'il soit minuit ou si elle a des maux, la ministre est là pour surveiller chaque arrangement". Dans le cas de la prévention et du contrôle des nCoV (covid), la ministre dirige depuis le front en convoquant quotidiennement des réunions d'évaluation "
Son action lors des épidémies de Nipah et de COVID-19 est largement saluée,. Elle met en place une équipe qui permet un diagnostic rapide et une gestion plus poussée de ces virus mortels. Le film Virus (sorti en 2019) est basé sur l'épidémie du virus Nipah dans l'État.
KK Shailaja reçoit une attention internationale pour son leadership dans la lutte contre la pandémie de COVID-19 au Kerala,,,,. Jusqu'à la mi-mars, elle donne des points de presse quotidiens. Pour ses efforts pour lutter contre la COVID-19 dans son État le 23 juin 2020, elle est invitée par les Nations Unies à participer à une table ronde sur la Journée de la fonction publique des Nations Unies en 2020,. Le Guardian la qualifie de "tueuse de coronavirus" et de "rock star ministre de la santé". Elle est classée parmi la liste des femmes asiatiques combattant le corona par BBC News Le magazine Vogue l'a qualifié de "Vogue Warrior". Le magazine britannique Prospect la désigne comme la "meilleure penseuse" mondiale de 2020, détrônant ainsi la Première ministre Néo-Zélandaise Jacinda Ardern de la 1re position,,,.
Son exclusion dans le deuxième ministère de Vijayan, fait l'objet de controverses dans les médias et les réseaux sociaux. Principalement parce que ce gouvernement ne comprend que des débutants en politique sauf le premier ministre, .

## Vie privée
KK Shailaja est mariée à K. Bhaskaran depuis le 19 avril 1981 et ils ont deux fils nommé Lasith et Sobhith. Elle est l'auteur de deux livres: Indian Varthamanavum Sthreesamoohavum et China: Rashtram, Rashtreeyam, Kazhchakal, .

## Performances électorales
| Année | Circonscription électorale | Plus proche rival           | Majorité (Votes) | Gagné / Défaite |
| ----- | -------------------------- | --------------------------- | ---------------- | --------------- |
| 1996  | Kuthuparamba               | MPKrishnan Nair (INC)       | 18993            | Gagné           |
| 2006  | Peravoor                   | Professeur AD Mustafa (INC) | 9099             | Gagné           |
| 2016  | Kuthuparamba               | KP Mohanan JD (U)           | 12291            | Gagné           |
| 2021  | Mattanur                   | Illikkal Augusthy (RSP)     | 60963            | Gagné           |